# 로쿠데나시코

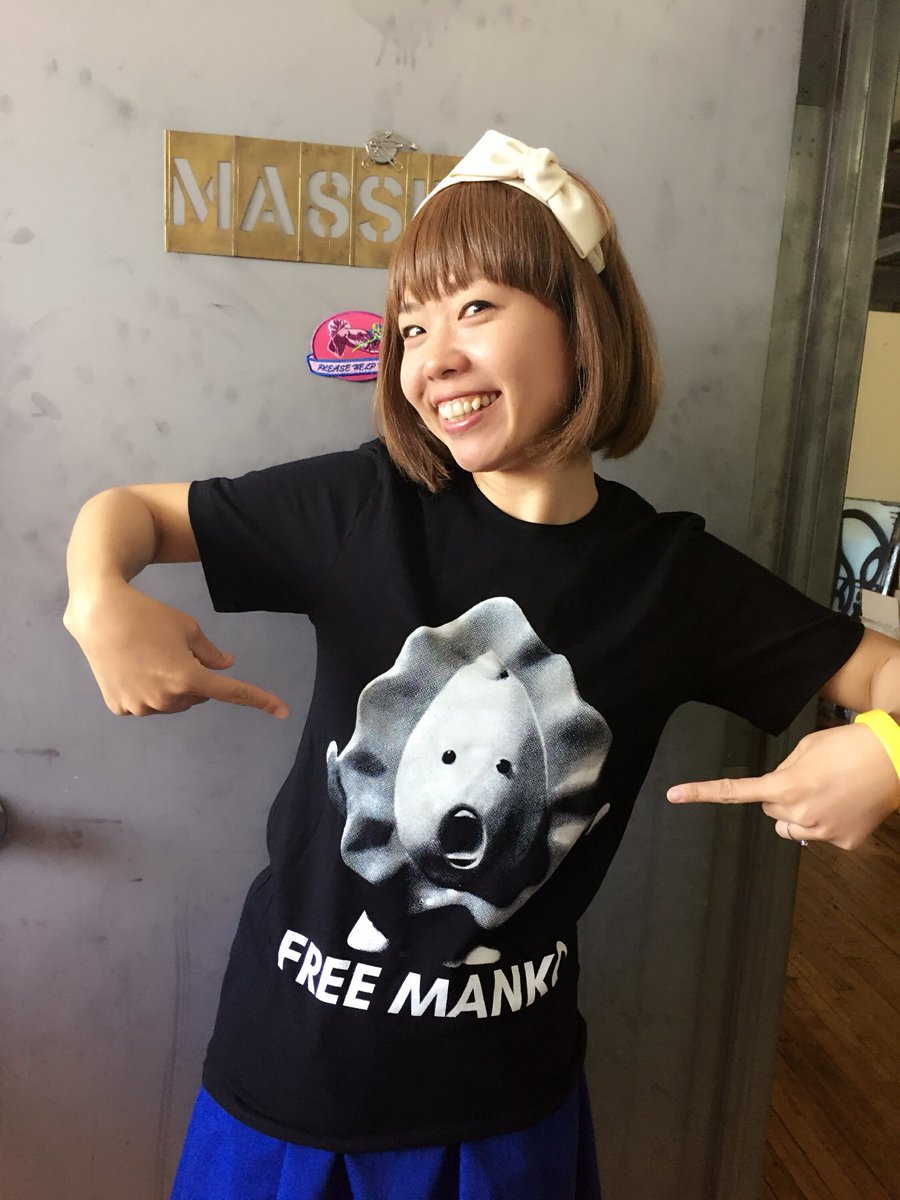
로쿠데나시코

로쿠데나시코(일본어: ろくでなし子, 1972년 3월 14일 ~ )는 일본의 여성 만화가·예술가. 여성기를 모티브로 한 창작 활동을 실시하고 있다. 본명은 이가라시 메구미(일본어: 五十嵐 恵). 2014년, 자신이 성기 모양을 본뜬 3D 프린터용 데이터를 다른 사람에게 배포해 외설법을 위반했기 때문에 체포되었다. 그녀의 지지자들은 당국이 표현의 자유를 억압하고 있다며 거세게 항의했다.

## 같이 보기
- 여성주의 미술